# توماس كامارا إيه كاسترو
توماس خينارو دي كامارا إيه كاسترو (بالإسبانية: Tomás Cámara y Castro)‏ والمعروف اختصارًا بالأب كامارا أسقف سلامنكا في الفترة ما بين أعوام 1855 وحتى 1904. وُلد في توريثييا إن كاميروس منطقة لا ريوخا في 19 سبتمبر عام 1847 وتُوفي في فيلاهارتا بمقاطعة قرطبة في 17 مايو عام 1904.
وقتما كان يشغل أبرشية سلامنكا، حقق دعمًا شعبيًا واسع النطاق عند ذهابه إلى بلدية ماكوتيرا لرعاية ضحايا الطاعون بنفسه وتنفيذ بناء مستشفى سانتا آنا في البلدية ذاتها. وخلال الفترة التي كان يعمل فيها أسقف، عمل على بناء وترميم المعابد الدينية في المدينة وفي المحافظة على حد سواء، مثل بناء كنيسة سان خوان دي سآجون وترميم كلية كالاترابا في سلامنكا وبدء أعمال بناء كنيسة سانتا تيريسا في ألبا دي تورميس.
وعلى نحو ماوز، درس الأب كامارا في السياسة ليصل إلى مجلس الشيوخ في المملكة، ويكون عضوًا في مجلس صاحبة الجلالة. وإلى جانب عمله الكنسي والسياسي، ضم إلى نشاطه الكتابة أيضًا. كما أنشا في كلية مركزًا للدراسات العليا الكنيسة ليُحسن تدريب وتكوين رجال الدين.

## محاولة طرده للبروفيسور بيدرو دورادو مونتيرو
في عام 1897، كان على خلاف أيديولوجي قوي مع المحامي ومحقق الجرائم بيدرو دورادو مونتيرو، وقد تسبب نتيجة لشكوى تقدم بها مجموعة من طلابه يتهمونه فيها بأنه ثوري وتابع لمذاهب الحتمية والمادية، وإنها ليست فقط أخطاء فلسفية فجة، إلا أنها أيضًا تُناقض عقائد الدين المسيحي. واقترح كامارا قرارًا لطرد بيدرو دورادو مونتيرو من الجامعة. وبعد شهور عدة من الواقعة، دعم رئيس الجامعة دورادو مونتيرو ورحب به في وزارة الأشغال العامة لحماية الأساتذة في ممارسة مهنتهم. وحسبما أشار بالنتي كامب، فإن حكومة المحافظة كانت قريبة جدًا من إتخاذ قرار تعسفي من هذا القبيل من فعلى دون مانويل أوروبيو، عندما فصل البروفيسور نيكولاس سالميرون ذ ألونسو وفرانثيسكو خينير دي لوس ريوس مع بعض الأساتذة البارزين. إلا أن أنطونيو كانوباس ديل كاستيو لم يجرأ على فعل ذلك مع دورادو مونتيرو، الذي واجه الموضوع بشجاعة وعرض وجهة نظره، مدافعًا عن حرية المنصب والكرسي، بموجب المادة 11 من الدستور الإسباني.

## أعماله
- الإجابة على تاريخ الصراعات بين الدين والعلم.
- حياة وكتابات ألونسو دي أوروثكو، واعظ الملك فيليب الثاني.
- حياة سان خوان دي سآجون
- الحرية والليبرالية.
- الإيمان الكاثوليكي.
- الصلاة.
- أعمال الرحمة.
- هبة العبادة ورجال الدين